# Carel Visser
Carel Nicolaas Visser (Papendrecht, 3 de mayo de 1928-Le Fousseret, 1 de marzo de 2015) fue un escultor neerlandés.

## Datos biográficos
Visser realizó, desde 1948 hasta 1949, estudios de arquitectura en la Universidad Técnica de Delft y luego, hasta 1951, de escultura en la Academia Real de Arte en La Haya. Después de completar su formación en Inglaterra y Francia, se estableció en 1952 en Ámsterdam. Creó inicialmente esculturas de hierro realistas -principalmente aves- y presentó su primera exposición individual en 1954 en la Galería Martinet de Ámsterdam. 
En 1956 expuso junto a Shinkichi Tajiri, en el patio Hofwijck en Voorburg, en la que fue la primera muestra del escultor de origen japonés en los Países Bajos. En 1957, su estilo artístico se hizo más abstracto, desde entonces alternó su producción artística con algunos viajes: en 1957 hizo un viaje de estudios a Cerdeña, Italia, con una beca del gobierno italiano; en 1962 permaneció como profesor visitante en la Universidad de Washington, St. Louis (Misuri-EE. UU.); y en 1965 hizo un viaje de estudios a México con una feria estatal holandesa. Visser fue profesor en la Academia Real de La Haya de 1958 a 1962.
En 1968 Fisher fue invitado a la documenta 4 de Kassel y a la Bienal de Venecia. En el mismo año Jonne Severijn rodó un documental sobre su obra. Visser se estableció en 1981 en Rijswijk (Güeldres). Fue de 1966 a 1998 profesor en el Ateliers'63 de Haarlem. 
Visser es el autor de una escultura sin título, que forma parte del proyecto Sokkelplan de La Haya, obra de 1994.
Es visto como uno de los principales escultores constructivistas de los Países Bajos. Su trabajo posterior se caracteriza por el ensamblaje de variados materiales, tales como neumáticos, bidones de aceite, ventanas de coche, cuero, piel de oveja, huevos, etc. La interacción de estos objetos las ha realizado en instalaciones grandes y a veces pequeñas. Parte de su trabajo es a menudo comparado con una composición musical, en la que la repetición y la variación juegan un papel importante. Sus obras desde el periodo 1975-1985 están adecuadas al ambiente de su ubicación, en contraste con las obra escultóricas iniciales, más expresionistas y realistas- como el caballo moribundo de 1949.
Alrededor de 1960, realizó cubos macizos y "débiles" cubos de alambre. Visser, entre otras cosas, está inspirado en la naturaleza (plantas y animales) y también emplea materiales naturales como la madera, la lana, la arena, las plumas, los huesos, las cuerdas que le inspiran.
Su obra se encuentra en colecciones de museos y parques de escultura, entre otros:
- Tate Modern en Londres.
- Museo Boijmans Van Beuningen en Róterdam.
- Museo y parque de esculturas Kröller-Müller en Otterlo.

## Obras (selección)
| Título - descripción | Año  | Imagen |
| --- | ---- | ------ |
| "Stervend paard" caballo moribundo (hierro) en el Museo Kröller-Müller 52°5′43″N 5°49′17″E / 52.09528, 5.82139                                                                          | 1949 |        |
| "De Grote Vier" Los cuatro grandes Museo De Zonnehof (Pabellón de Rietveld) 52°9′6″N 5°23′3″E / 52.15167, 5.38417 Amersfoort.                                                           | 1962 |        |
| "Stapeling " acumulación Patio de la escuela Ubbo Emmius 52°59′6″N 6°57′4″E / 52.98500, 6.95111 Stationslaan 17, Stadskanaal (nl)                                                       | 1965 |        |
| "Kubus en zijn stapeling" Cubo y su acumulación parque de esculturas del museo Kröller-Müller (nl) 52°5′43″N 5°49′17″E / 52.09528, 5.82139 Otterlo                                      | 1967 |        |
| "Grote Auschwitz" Gran Auschwitz parque de esculturas del museo Kröller-Müller (nl) 52°5′43″N 5°49′17″E / 52.09528, 5.82139 Otterlo                                                     | 1967 |        |
| "When the Saints Go Marching In"' Cuando los santos van marchando estanque en Segbroeklaan, 52°4′40″N 4°15′28″E / 52.07778, 4.25778 oeste de La Haya.                                   | 1968 |        |
| "Speelplastiek"' juego plástico 52°10′47″N 4°27′41″E / 52.17972, 4.46139 avenida de Apolo - Apollolaan, Oegstgeesten.                                                                   | 1968 |        |
| "De Poort" la puerta jardín de la sede de British American Tobacco en la avenida Paterswoldseweg (nl)- esquina calle Niemeyer 53°12′39″N 6°33′23″E / 53.21083, 6.55639 sur de Groninga. | 1969 |        |
| "Kubus en uitslag" Cubo y erupción cutánea acero y cuero | 1971 |        |
| "Sculptuur"' Escultura plaza Robert Koch 52°7′2″N 5°8′4″E / 52.11722, 5.13444 Utrecht                                                                                                   | 1975 |        |
| "6 elementen - Multitude" 6 elementos - multitud parque de esculturas Herning (Dinamarca)                                                                                               | 1977 |        |
| "Landschap" Paisaje metal, madera y yute | 1980 |        |
| "Vier wiggen" cuatro cuñas en Achterweg 1, sur de Groninga | 1980 |        |
| "Door" a través 8 elementos (neumáticos de tractor , 2 barriles, barras de hierro, 2 huevos de avestruz, el parabrisas de un coche)                                                     | 1984 |        |
| "Zes sculpturen" Seis esculturas estanques del Museon (nl) avenida Stadhouders La Haya                                                                                                  | 1985 |        |
| "zonder titel" Sin título acero corten parque de esculturas del museo Kröller-Müller (nl) 52°5′43″N 5°49′17″E / 52.09528, 5.82139 Otterlo                                               | 1988 |        |
| "zonder titel" Sin título dentro del proyecto Sokkelplan, La Haya | 1994 |        |
| "Pleinbeeld" parque de esculturas del museo Kröller-Müller (nl) 52°5′43″N 5°49′17″E / 52.09528, 5.82139 Otterlo                                                                         | 1998 |        |
| "Moeder en kind" madre e hijo bronce Colección internacional de esculturas (nl) - Beeldenroute Westersingel - Róterdam.                                                                 | 2000 |        |
| "Meer 9" acero corten avenida del Presidente Kennedy Apeldoorn | 2004 |        |
| Parque Juliana Nimega 51°50′21.50″N 5°52′6.30″E / 51.8393056, 5.8684167 | 2004 |        |
| Vijfstromenland Linneausstraat aledaños del Tropenmuseum Ámsterdam 52°21′46.19″N 4°55′22.27″E / 52.3628306, 4.9228528                                                                   |      |        |
| Vogels Brunswijck Eindhoven 51°28′1.43″N 5°28′43.81″E / 51.4670639, 5.4788361 |      |        |

## Premios
- 1968 : Premio David E. Bright
- 1972 : Premio Estatal del Arte escultórico y arquitectura
- 1971 : VIII Premio international Graphic Biënnale, Tokio;
- 1992 : Premio de las Artes del estado, Ámsterdam[4]